# Теодор Кентерберійський
Теодор Кентерберійський (лат. Theodorus Cantuariensis, Теодор Тарсійський, лат. Theodorus Tarsiensis, англ. Theodore of Tarsus; бл. 620, Тарс — 19 вересня 690, Кентербері) — архієпископ Кентерберійський, перший англійський єпископ, зведений у сан примаса Англії. Святий католицької та англіканської церков, поминається 19 вересня.

## Життєпис
Теодор народився в місті Тарс, освіту здобув у Афінах, де вивчав церковну та світську літературу, а потім переїхав до Рима, де тривалий час жив в одному з монастирів. 668 року король Нортумбрії Освіу та король Кенту Еґберт звернулися до папи Віталія з проханням призначити архієпископа Кентерберійського. Папа обрав на цю кафедру Теодора. До цього моменту Теодор не мав церковного сану, тому його спочатку висвятили в субдиякони, а потім «чотири місяці чекав, поки в нього відросте волосся, щоб прийняти тонзуру у формі корони». Єпископська хіротонія Теодора відбулася 26 березня 668 року і він разом з Адріаном (абат Неріди, Італія) і Бенедиктом Біскопом (згодом абат Монквірмуту і Джарроу в Даремі) вирушив до Англії. Якийсь час він прожив у Парижі, щоб ознайомитися з мовою та звичаями англосаксів. 669 року він досяг Кентербері.
Першими діями Теодора стало вирішення питання про єпископські катедри: багато з них були вакантними, інші ж потребували поділу. 672 року він скликав церковний собор у Гертфорді, який став першим спільним собором англійської церкви. На цьому соборі питання про єпархії вирішено не було, основним рішенням собору стало визначення дати Великодня за римською традицією — першого недільного дня після 14 березня. Також єпископам заборонялося втручатися у справи чужих єпархій, встановлено пріоритет церковного шлюбу. Теодор заснував перші в Англії монастирські школи: в Доруверні, Ебораку та монастирях Монквірмут і Джарроу (в останній навчався і викладав Беда Преподобний).
Перебування Теодора на кентерберійській катедрі супроводжували конфлікти через його ідеї щодо збільшення числа єпископів. 679 року єпископ Вільфрід, вигнаний з Йоркської катедри (її Теодор розділив на три єпархії), звернувся з апеляцією до церковного собору в Римі. Папа Агафон визначив, щоб у Англії було 12 єпископських катедр та з них одна архієпископська. Дії Теодора з множення єпископських кафедр визнано неканонічними і висвячених ним єпископів вирішено скинути. Проте коли Вільфрід повернувся до Англії, король, який підтримував політику Теодора, заарештував його. Через деякий час Вільфріда звільнили, але він мусив виїхати в Сассекс і примирився з Теодором лише перед його смертю.
Теодор відомий своєю боротьбою з євтихіанами та монофізитами, заходами щодо зміцнення дисципліни духовенства, поширенням світської та церковної освіти. Зберігся його твір Liber Penitentialis — зібрання канонів для визначення часу громадських покаянь, який є одним із ранніх англійських джерел церковного права. У цьому творі Теодор спробував адаптувати норми грецької церкви та римської практики до особливостей країни. У ньому він виступив противником традиційних язичницьких вірувань, зокрема його зібрання містить пункти, які проклинають тих, хто викликає демонів і цим змушує погоду змінюватися (si quis emissor tempestatis merit).
Політику централізації англійської церкви, яку Теодор проводив на посаді архієпископа Кентерберійського в тісному союзі зі світською владою високо оцінили нащадки. Так Беда Преподобний зазначає, що «він так багато зробив для англо-саксонської церкви, як ніхто до нього, так само і наступники його не могли з ним зрівнятися».

## У літературі
- Крістофер Гарріс (Christopher Harris). Роман «Theodore» (2000). Теодор, за припущеннями автора книги, якийсь час служив у візантійського імператора Іраклія. В анотаціях книгу подано як єретичні «мемуари» священика-гомосексуала.